# Coecella geratensis
Coecella geratensis is een tweekleppigensoort uit de familie van de Mesodesmatidae. De wetenschappelijke naam van de soort is voor het eerst geldig gepubliceerd in 1993 door Morris & Morris.